# Warhammer: Chaosbane
Warhammer: Chaosbane est un jeu vidéo d'action-RPG (hack 'n' slash) développé par Eko Software et édité par Bigben Interactive, sorti en 2019 sur PlayStation 4, Xbox One et PC. Il appartient à l'univers de fantasy Warhammer.
Le jeu est prévu sur PlayStation 5 et Xbox Series.

## Accueil
- Jeuxvideo.com : 12/20[1] (PC, PlayStation 4, Xbox One)
- Gamekult : 5/10[2] (PC, PlayStation 4, Xbox One)
- Metacritic : 63 %[3] (PlayStation 4), 73 %[4] (Xbox One), 69 %[5] (PC)